# Enicospilus neotropicus
Enicospilus neotropicus är en stekelart som beskrevs av Hooker 1912. Enicospilus neotropicus ingår i släktet Enicospilus och familjen brokparasitsteklar. Inga underarter finns listade i Catalogue of Life.